# Bibb City
Bibb City és una població dels Estats Units a l'estat de Geòrgia. Segons el cens del 2007 tenia 648 habitants.

## Demografia
Segons el cens del 2000, Bibb City tenia 510 habitants, 220 habitatges, i 117 famílies. La densitat de població era de 1.158,3 habitants per km².
Dels 220 habitatges en un 24,5% hi vivien nens de menys de 18 anys, en un 32,3% hi vivien parelles casades, en un 15,9% dones solteres, i en un 46,4% no eren unitats familiars. En el 39,5% dels habitatges hi vivien persones soles el 19,5% de les quals corresponia a persones de 65 anys o més que vivien soles. El nombre mitjà de persones vivint en cada habitatge era de 2,32 i el nombre mitjà de persones que vivien en cada família era de 3,18.
Per edats la població es repartia de la següent manera: un 24,1% tenia menys de 18 anys, un 12% entre 18 i 24, un 25,9% entre 25 i 44, un 21,4% de 45 a 60 i un 16,7% 65 anys o més.
L'edat mediana era de 36 anys. Per cada 100 dones de 18 o més anys hi havia 90,6 homes.
La renda mediana per habitatge era de 24.107 $ i la renda mediana per família de 23.125 $. Els homes tenien una renda mediana de 27.083 $ mentre que les dones 21.071 $. La renda per capita de la població era de 13.068 $. Entorn del 27,9% de les famílies i el 32,6% de la població estaven per davall del llindar de pobresa.

## Poblacions més properes
El següent diagrama mostra les poblacions més properes.